# Przełęcz Cudzichowa
Przełęcz Cudzichowa (ok. 1255 m) – przełęcz w Grupie Pilska w Beskidzie Żywiecko-Orawskim (na Słowacji są Oravské Beskydy), położona między szczytami Palenicy (1343 m) i Szczawinki (także Sypurzeń lub Minczolik), (1356 m). Grzbietem, na którym znajduje się przełęcz przebiega granica polsko-słowacka oraz Wielki Europejski Dział Wodny. Północne stoki przełęczy są polskie i opadają do doliny potoku Sopotnia, południowe opadają do słowackiej doliny potoku Mutnianka. Pod wierzchołkiem Munczolika na stokach północnych znajduje się duża hala Cudzichowa.
Znajduje się w granicach wsi Sopotnia Wielka w województwie małopolskim, w powiecie żywieckim, w gminie Jeleśnia. Nazwa przełęczy pochodzi od nazwy hali Cudzichowej, tej zaś od nazwiska właściciela (Cudzik). Nazwisko to wymieniane było już w XVII wieku w inwentarzu dóbr żywieckich. Czasami spotykana nazwa Przełęcz Cudziechowa jest nieprawidłowa.

## Szlaki turystyczne
Rysianka (hala) – Trzy Kopce – Palenica (Szyproń) – Przełęcz Cudziechowa – Szczawinka – schronisko PTTK na Hali Miziowej (fragment Głównego Szlaku Beskidzkiego)
  słowacki szlak graniczny